# Sex Criminals
Sex Criminals é uma revista em quadrinhos americana, publicada pela editora Image Comics desde setembro de 2013. A série foi criada pelo escritor Matt Fraction e pelo artista Chip Zdarsky, e é protagonizada Suzie e Jon, um casal que se conhece na primeira edição e que, após dormirem juntos, descobrem possuir a habilidade de "parar o tempo" após alcançarem o orgasmo e decidem usar o recém-descoberto super-poder para assaltar bancos.
Em 2014, Sex Criminals foi indicada ao Eisner Award, nas categorias de "Melhor Série" e "Melhor Série Estreante", vencendo a segunda.